# Löfte
Ett löfte är en utfästelse som kan ha flera former. Ur ett psykologiskt perspektiv är ett löfte ett psykologiskt kontrakt som indikerar att en transaktion mellan två människor kommer att ske, i vilken den första personen undertar sig att utföra någon form av tjänst eller ge en gåva till den andra personen, som anses värdefullt för denne. 
Ett löfte kan också vara en ed eller en utfästelse av annat slag, såsom en garanti, och kan då vara juridiskt bindande. Ibland finns det särskilda formkrav för att ett löfte ska ha rättsverkan, i Sverige måste till exempel ett löfte om framtida gåva göras i skriftlig form, eller offentligt.

## Löften inom islam
I An-Nahl 91, förbjuder Allah muslimer att bryta sina löften efter att de konfirmerat dem. Alla löften räknas som att ha Allah som deras vittne och garant. I Hadith klargör Muhammed att en muslim som avlägger ett löfte och sen ser en bättre sak att göra, skall göra den bättre saken och sen utföra en akt av försoning för att ha brutit löftet.

## Tomma löften
En typ av löfte är ett tomt löfte, med vilket menas ett löfte någon avgivit utan att ha för avsikt att hålla sitt ord.

## Vallöften
Inför val brukar partier och enskilda politiker avge så kallade vallöften. Dessa handlar om vilka politiska förändringar som de lovar väljarna att genomföra under den kommande mandatperioden om de kommer till makten. Alla vallöften brukar inte kunna hållas och just brutna vallöften brukar ses som en förklaring till politikerförakt - det är i själva verket en mycket spridd uppfattning att politiker inte ens försöker hålla sina löften, trots att de allra flesta förutskickade förändringar faktiskt kommer till stånd. Bland annat höll socialdemokraterna nio av tio vallöften angivna inför mandatperioderna 1994-2002, fullt ut eller delvis. Se även valfläsk.

### Svenska regeringsunderlags uppfyllnad av vallöften
Svenska regeringars uppfyllnad av vallöften har varit högt ur ett europeiskt perspektiv. Göran Perssons regeringar tre mandatperioder mellan 1994 och 2006 lyckades helt eller delvis uppfylla mellan 81 och 86 procent, med minst en proposition, enligt Elin Naurins forskning. Regeringen Reinfeldt lyckades uppfylla 76 procent av sina vallöften under mandatperioden 2006 till 2010 (då de hade riksdagsmajoritet), och 78 procent under andra mandatperioden 2010 till 2014.
Efter att under decennier ha varit ett passivt stödparti till Socialdemokraterna blev Vänsterpartiet sedan 1998 ett mer aktivt stödparti, och kunde tillsammans med Miljöpartiet sluta formella samarbetsavtal om den ekonomiska politiken med den socialdemokratiska Regeringen Persson. Partiet kunde därmed 1998–2002 infria 47 procent av 115 explicita löften, och delvis genomföra (genom minst en motion) ytterligare 40 procent. Regeringen Löfven I hade sedan sitt tillträde 2014 ett nära budgetsamarbete med Vänsterpartiet som därigenom fick igenom många vallöften, och gjorde även upp i några sakpolitiska frågor med delar av oppositionen.
Miljöpartiet skadades under mandatperioden 2014 till 2019 av en förtroendekris efter att flera vallöften inte kunnat infrias, trots att så mycket som 67 procent av valmanifestets 231 löften i augusti 2018 bedömdes vara helt eller delvis uppfyllda.
Se även lista över:
- Regeringen Löfven I:s vallöften
- Regeringen Löfven II:s vallöften
- Regeringen Kristerssons vallöften.